# Крюгерсдорп
Крюгерсдорп (африк. Krugersdorp) — административный центр местного муниципалитета Могале-Сити в районе Уэст-Ранд провинции Гаутенг (ЮАР). 

## История

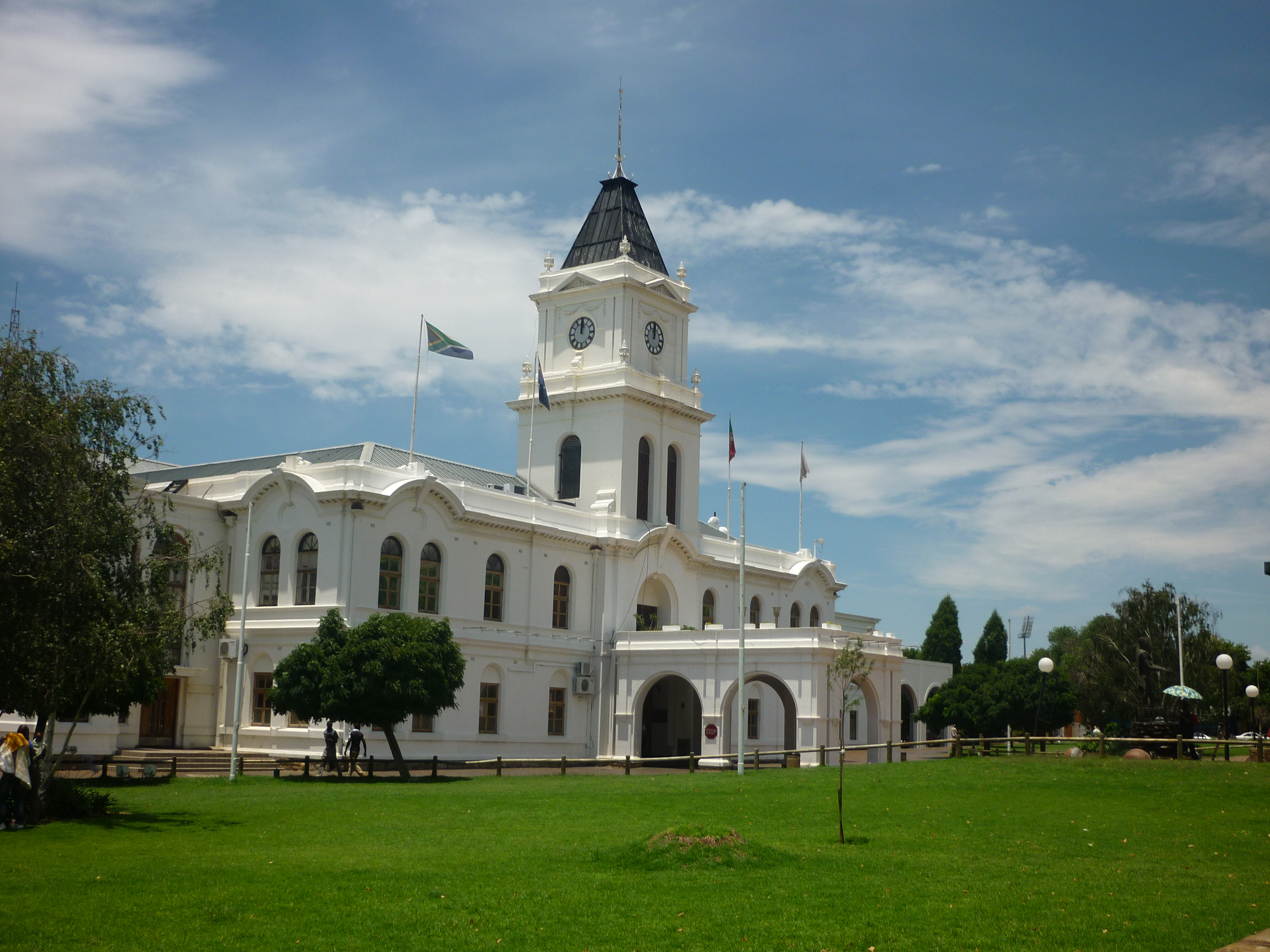
Ратуша в Крюгерсдорпе

Основан в 1887 году Мартином Преториусом после открытия золота на его ферме Paardekraal.  Когда в Витватерсранде было обнаружено золото, то возникла необходимость создать в его западной части город, поближе к золотым жилам. Правительство выкупило часть фермы Паардекрааль, и построило на этой территории в 1887 году новый город, назвав его в честь президента Трансвааля Пауля Крюгера. С тех пор горнодобывающая промышленность играет важную роль в развитии города.  Во время Англо-Бурской войны англичане построили концентрационный лагерь для пленных буров в долине, близ Крюгерсдорпа.  В 1952 году на шахтах Крюгерсдорпа впервые в мире для начали извлекать уран в качестве побочного продукта при добыче золота. 

## Экономика
Железнодорожный узел. Один из центров золотоуранодобывающей промышленности, главный центр Уэст-Ранда. Химическая промышленность, обслуживающая нужды горной промышленности; чёрная металлургия; предприятия лёгкой промышленности (кожевенные и др.). Один из центров туризма. Технический колледж. В районе города добываются золото, марганец, железо, асбест и известь.
В Крюгерсдорпе имеются современный бизнес-центр и торговые центры, а также множество небольших магазинов, школ, и иных социальных учреждений. Недалеко от города расположен птичий заповедник.